# هاوارد دیویس (بوکسور)
هاوارد دیویس (انگلیسی: Howard Davis Jr.; ۱۴ فوریهٔ ۱۹۵۶ – ۳۰ دسامبر ۲۰۱۵) بوکسور اهل ایالات متحده آمریکا بود.